# Tadeo Jones y el sótano maldito
Tadeo Jones y el sótano maldito es un cortometraje de animación español dirigido por Enrique Gato. La película contiene mayoritariamente elementos de la película Indiana Jones y el templo maldito. Es una secuela del cortometraje del propio Gato Tadeo Jones.

## Argumento
Son las 9 de la noche y Tadeo se encuentra en su casa arreglando una hucha y comiendo una hamburguesa. De repente, oye en la calle ladrar a un perro al que un hombre agarra y tira tras una persiana, Tadeo al verlo se prepara y se dirige allí. Intenta usar un alambre como ganzúa para abrirla y tira de ella, pero, al no se capaz decide usar una taladradora. Una vez dentro atraviesa un túnel y al fondo observa que se trata de una secta en donde sacrifican animales como ofrenda a su diosa. Tadeo observa que todos los aparatos que utilizan para sacrificarlos van conectados a un red eléctrica, la cual apaga; esto provoca que descubran que hay un intruso. En su huida Tadeo encuentra a la mayoría de los animales y les ayuda a escapar, sin embargo el sumo sacerdote lo descubre y le informa de que será sacrificado para su diosa. Tadeo descubre que no adoran a ninguna diosa sino que los cocina y vende la carne para las hamburguesas. Tadeo consigue escapar y provoca que se vaya derrumbando el edificio. Una de las mascotas, un perro, le ha ayudado y decide quedarse a vivir con él.

## Producción
A pesar de tener el doble de duración que el anterior cortometraje, los avances tecnológicos provocaron que se realizara en apenas dos meses más, tardando un total de doce meses más otros dos en concepto de redacción del guion. El director quería mostrar algo sobre la vida personal del personaje, algo que no aparecía en el anterior corto, aunque ciertas cosas no se muestran y las reservó el largometraje. En palabras de Gato la escena más compleja es en la que Tadeo es apresado por la estructura de grilletes. 
Zacarías Martínez de la Riva compuso la banda sonora y la grabación la realizó la Orquesta Sinfónica Ciudad de Praga que fue dirigida por Mario Klemens. En esta película Jordi Brau da voz a Tadeo y Miguel Ángel Jenner al sumo sacerdote.